# Bathypallenopsis mollissima
Bathypallenopsis mollissima is een zeespin uit de familie Pallenopsidae. De soort behoort tot het geslacht Bathypallenopsis. Bathypallenopsis mollissima werd in 1881 voor het eerst wetenschappelijk beschreven door Hoek. 